# Yaphank
Yaphank est une bourgade située dans le comté de Suffolk dans l'état de New York à proximité de la ville de Brookhaven, connue pour l'implantation sur son territoire de la base militaire américaine de Camp Upton, devenue en 1947 le site du Laboratoire national de Brookhaven.

## Histoire
Le village de Yaphank est créée en 1739 sur le côté est de Long Islands  sous le nom de Millville, ce n'est qu'en 1844 avec l'arrivée du chemin de fer que Millville prend le nom Yaphank, d'après le nom algonquin d'un petit ruisseau qui se trouve à environ 5 kilomètres au sud, du hameau de South Haven, New York (en).

## Démographie
La population est passée de 5 945 habitants au recensement de 2010 à 6 308 habitants d'après une estimation du Bureau du recensement des États-Unis avec une marge d'erreur de +/- 450 habitants.